# Сестини, Бартоломео
Бартоломео Сестини (итал. Bartolomeo Sestini; 1792, Сантомато — 1822, Париж) — итальянский поэт-импровизатор.
Родился в Сантомато в окрестностях Пистойи. Его отец отправил Сестини обучаться на землемера, но последний уже с юных лет имел талант к поэзии и хотел заниматься только ей. Однажды во время прогулки его возлюбленная погибла на его глазах от удара молнии, что побудило его написать стихотворение «Amori campestri» (1814). Впоследствии он познакомился во Флоренции с Уго Фасцоло и под его влиянием стал странствующим поэтом. На протяжении нескольких лет путешествовал по итальянским городам, читая наизусть строки из «Божественной комедии» Данте и занимаясь импровизаторством. В начале XIX века вступил в тайное общество карбонариев и начал распространять его идеи в материковой Италии и на Сицилии. Был арестован там в 1819 году и приговорён к казни, но благодаря заступничеству тосканского правительства приговор был заменён на изгнание. Сестини отправился во Францию, в Париж, где провёл последние годы.
Главное его произведение — романтическая легенда «Pia de’ Tolomei» (1822; была опубликована в Равенне в 1825 году). Другие произведения: поэма «Idilli» (1816), трагедия «Guido di Montfort» (1821).